# Lucio Russo
Lucio Russo (Venecia, 22 de noviembre de 1944-Bolonia, 12 de julio de 2025) fue un físico matemático e historiador de la ciencia italiano, profesor de la Universidad de Roma Tor Vergata.
En el contexto de la historia de la ciencia, reconstruyó varias contribuciones del astrónomo Hiparco de Nicea, del periodo helenístico, ñ a través del análisis de algunas de sus obras todavía existentes. También abordó el heliocentrismo de Aristarco de Samos que, según Plutarco, fue probado por Seleuco de Seleucia. Este elaboró una teoría correcta de las mareas cuya historia fue estudiada por Russo desde el periodo helenístico hasta la Edad Moderna.[cita requerida]

## La revolución olvidada
La obra más significativa de Russo, hasta el momento, es el ensayo de historia de la ciencia La rivoluzione dimenticata (La revolución olvidada), traducido al inglés, alemán y polaco y finalista del Premio Viareggio para libros de ensayo en 1997.
En este libro, Russo ha realizado un importante trabajo de investigación sobre el período helenístico, considerado por el autor como la época en que comenzó la ciencia, entendida en el sentido actual del término. Refutando la idea de que el desarrollo científico sea un proceso continuo de acumulación de conocimientos, documenta, citando como fuente unos 450 textos, que entre los siglos IV y II a. C. hubo una ciencia muy superior a la de los siglos inmediatamente sucesivos.[cita requerida]
Fue en el Renacimiento cuando se produciría un redescubrimiento de los autores clásicos y sus conocimientos, por unos científicos y estudiosos que, en ocasiones, se atribuyeron la paternidad de ideas que en realidad pertenecían a la época helenística. El ensayo de Russo se centra en particular en la matemática helenística (que incluía también lo que ahora llamamos física), y reconstruye los hitos alcanzados en el campo de la óptica, escenografía, catóptrica, geografía, mecánica, neumática, astronomía. En otros capítulos se tratan los aspectos tecnológicos y las ciencias médicas. El autor realiza también un análisis de las causas del enorme declive de la ciencia, que atribuye principalmente a las conquistas del Imperio Romano, y aborda una descripción de la posterior y lenta recuperación del conocimiento. En el epílogo, Russo plantea interrogantes sobre el futuro de la ciencia: se concede cada vez más espacio al irracionalismo y, en particular, el abandono en la escuela del método demostrativo hace que el conocimiento se adquiera en base al principio de autoridad, favoreciendo una desconexión de los modelos teóricos con la realidad y, como consecuencia, una percepción de la ciencia con tintes mágicos.

## La América olvidada
El último trabajo de Lucio Russo es L'America dimenticata. I rapporti tra le civiltà e un errore di Tolomeo (La América olvidada. Las relaciones entre civilizaciones y un error de Tolomeo), publicado en mayo de 2013 por Mondadori y que ha tenido una segunda edición en noviembre del mismo año, con un epílogo en el que el autor da respuesta a las objeciones planteadas tras la primera edición. En este ensayo, el autor conjuga su formación físico-matemática con el rigor filológico que ha demostrado en sus libros de historia de la ciencia anteriores, para abordar una cuestión controvertida: qué se sabía en la antigüedad sobre la existencia, más allá de las Columnas de Hércules, de lo que hoy llamamos América.
Sabemos que Colón intentó llegar a las Indias por occidente, siguiendo las indicaciones de la Geografía de Ptolomeo (s. II d. C.), quien propone un valor de la circunferencia terrestre muy inferior a la correcta. Este error de Ptolomeo resulta incomprensible, en particular porque las coordenadas de 8000 localidades del mundo habitado incluidas en su tratado (Ecúmene: entre la península de Indochina y las Islas Afortunadas) tienen su origen en Eratóstenes (s. III a. C.), quien  había determinado correctamente el radio terrestre. Lucio Russo discute el origen de este error con diferentes argumentos, también de carácter matemático, y concluye que Ptolomeo “encoge” la circunferencia de la Tierra al atribuir a las Islas Canarias las coordenadas de longitud de las Antillas Menores (conocidas como Islas Afortunadas en fuentes anteriores a Ptolomeo). Es probable que el conocimiento de las Islas Afortunadas proviniera de los cartagineses, los únicos capaces de viajes transoceánicos según Russo. Russo hipotetiza que el origen de esta pérdida de conocimientos fuera la destrucción de Cartago por parte de Roma (junto a su patrimonio de conocimientos, bibliotecas, etcétera) además del declive científico y de la civilización y cultura helenísticas que siguieron a la conquista romana de todo el Mediterráneo.

## Obra
- La Rivoluzione dimenticata, Feltrinelli, 1996 (III ed. ampliada en 2003).
- The Forgotten Revolution: How Science Was Born in 300 BC and Why It Had to Be Reborn, Berlín, Springer, 2004, ISBN 978-3-540-20396-4.
- Segmenti e bastoncini, Feltrinelli, 1998.
- Scienza, cultura, filosofia, CRT, 2002, en colaboración con Massimo Bontempelli y Marino Badiale
- Flussi e riflussi: indagine sull'origine di una teoria scientifica, Feltrinelli, 2003.
- La cultura componibile, dalla frammentazione alla disgregazione del sapere, Liguori, 2008.
- Archimede. Massimo genio dell'umanità, Canguro, 2009 (dalla collana per ragazzi Iniziatori).
- Ingegni minuti. Una storia della scienza in Italia, con Emanuela Santoni, Feltrinelli, 2010.
- L'America dimenticata. I rapporti tra le civiltà e un errore di Tolomeo, Mondadori, 2013.
- L'America dimenticata. I rapporti tra le civiltà e un errore di Tolomeo. Seconda edizione con postfazione di obiezioni e risposte (La América Olvidada. Las relaciones entre las civilizaciones y un error de Ptolomeo. Segunda edición con epílogo de objeciones y respuestas), Milano, Mondadori, noviembre de 2013